# Катхакали

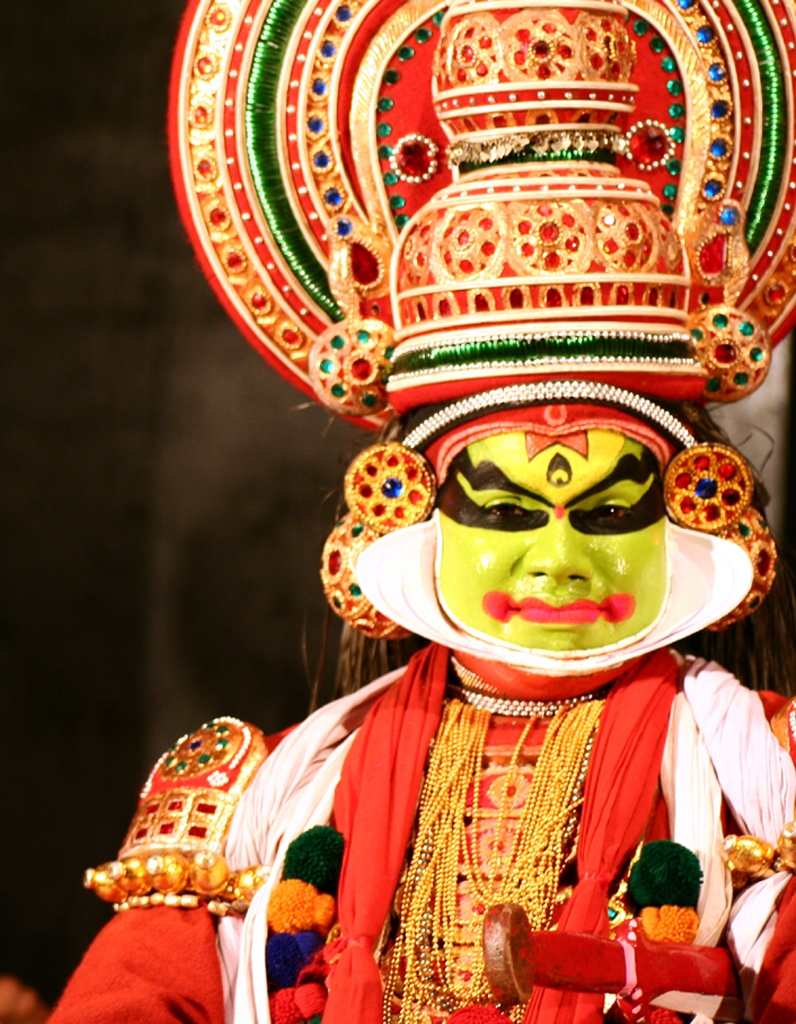
Артист катхакали

Катхакали (малаял. കഥകളി) — традиционное танцевально-драматическое искусство южно-индийского штата Керала, возникшее в XVII веке. Истоки катхакали — народная драма и танцы, которые исполнялись керальскими крестьянами. Традиционно катхакали исполнялось на открытом месте в лунную ночь и длилось до рассвета. Сюжетом катхакали, как правило, являются сцены из древнеиндийских эпосов «Махабхараты» и «Рамаяны». Катхакали исполняется мужчинами, которых готовят в специальных школах. Обучение начинается с 11-летнего возраста и продолжается 5-6 лет. В состав труппы артистов катхакали обычно входят несколько танцоров, оркестр из четырёх человек и два-три исполнителя речитатива, излагающие изображаемый сюжет. Основная роль в Катхакали отводится пантомиме и языку жестов, поэтому исполнители катхакали считаются актёрами, а не танцовщиками. К середине XIX века катхакали пришёл в упадок. Ключевую роль в его возрождении сыграл малаяламский поэт Нараяна Менон Валлатхол (1878—1958).